# Aimerico Manrique de Lara
Aimerico Manrique o Aimeric de Lara (1152 – 14 ottobre 1177) fu visconte di Narbona dal 1167 al 1177 e duca di Narbona dal 1172 fino alla sua morte. Era nipote ed erede della viscontessa Ermengarda. Secondo alcuni storici avrebbe governato Narbona a suo nome dal 1176 fino alla sua morte.

## Origine
Aimerico venne menzionato per la prima volta in una donazione reale per la cattedrale di Segovia (marzo 1161) e successivamente nella concessione del villaggio di Madrigal alla cattedrale di Burgos (agosto 1164). Era il maggiore o il secondo figlio di Manrique Pérez, capo della famiglia Lara e conte di Molina, ed Ermessende, figlia di Aimerico II di Narbona e sorella di Ermengarda. Lo storico seicentesco Luis de Salazar y Castro sostenne che Aimerico fosse il figlio maggiore perché funse da reggente per sua zia e fu elencato davanti a suo fratello Pedro Manrique in un documento del 1164. Fu elencato secondo, tuttavia, in uno del 1161, e poiché Pedro ereditò Molina, che era considerato il possedimento più importante dai Lara, è più probabile che Aimerico fosse un secondo figlio, secondo Antonio Sánchez de Mora.  Anche Derek Nicholson sostenne che Aimerico era il figlio maggiore, poiché in seguito Pedro seguì la zia a Narbona.. Karl Appel, come anche Joseph Vaissète, pensò che Aimerico fosse il figlio maggiore e posizionò la sua nascita verso il 1152.

## Biografia
Nel 1167 Ermengarda invitò suo nipote Aimerico a condividere il potere con lei a Narbona e lo designò suo erede. Viene registrato per la prima volta a nord dei Pirenei con sua zia nello stesso anno, in un documento in cui il conte Raymondo V di Tolosa, conferisce alcuni feudi al conte Ruggero Bernardo I di Foix, formando così un'alleanza contro il crescente potere del re Alfonso II di Aragona. Nel 1169 Ermengarda e Aimerico crearono un loro nuovo vassallo concedendo Peyrac in feudo a Raimondo de Triavilla.
Nel 1171 Ermengarda fu una dei testimoni del suggellamento dell'alleanza tra il conte di Tolosa e Ruggero II di Trencavel, che deteneva numerosi possedimenti vicino a Narbona ed era un ex alleato del re d'Aragona. Aimerico era assente in Francia in quel momento,  in quanto è probabile fosse a Molina già da prima del 1172. Una rottura tra il conte di Tolosa e il visconte di Narbona può essere vista risalire a questo periodo, quando Raimondo sottolineò la sua sovranità al di sopra della viscontessa e di Aimerico intitolandosi Duca di Narbonne nel suo atto di alleanza con il Trencavel.  Aimerico iniziò allora ad usare lo stesso titolo, implicando un rifiuto della sovranità del tolosano, mentre era in Spagna. La rottura di Ermengarda e Aimerico con Raimondo potrebbe aver avuto a che fare con la sottomissione di quest'ultimo e il giuramento di vassalaggio a Enrico II d'Inghilterra e suo figlio Riccardo, duca d'Aquitania. Una prova di questo sarebbe da ricercarsi nel fatto che in quel periodo Ermengarda scrisse a Luigi VII di Francia implorando la sua protezione contro il conte di Tolosa.
Nel 1174 Aimerico era tornato a nord dei Pirenei ed era presente per ricevere l'omaggio di alcuni vassalli di Narbona e rinnovare l'alleanza del 1164 con la Repubblica di Pisa, rappresentata dal suo ambasciatore Ildebrandino Sismondi. Era anche tra i firmatari della conferma del villaggio di Terrail all'arcivescovo di Narbonne nel 1176, che Ermengarda aveva ceduto alcuni anni prima. Nel 1176 Ermengarda intervenne in un patto tra il conte di Tolosa e il re d'Aragona, che fu però ben presto rotto. Ruggero Trencavel convinse molti dei suoi confinanti ad allearsi con l'Aragona nel 1177 e accettò di difendere i diritti dei visconti di Narbona, riconoscendo allo stesso tempo i diritti di Aimerico al titolo ducale.  All'inizio del 1176, Ermengarda si ritirò nel monastero di Fontfroide, lasciando le redini del governo a Narbona nelle mani di Aimerico.
Aimerico morì però il 14 ottobre 1177, dando modo a Raimondo V di Tolosa di recuperare i propri diritti sul trono ducale di Narbona.